# Ptaki nocy
Ptaki nocy (ang. Birds of Prey) – amerykański serial telewizyjny emitowany w latach 2002-2003.

## Fabuła
Akcja serialu rozgrywa się w Gotham, gdzie po zniknięciu Batmana miasto jest chronione przez trzy bohaterki: Helenę Kyle, znaną jako Łowczyni, będącą za razem owocem miłości między Batmanem a Kobietą-Kot, Barbarę Gordon, dawną Batgirl, która po postrzeleniu przez Jokera działa jako Wyrocznia, oraz Dinah Redmond, młodą telepatkę z wyjątkowymi zdolnościami. Razem stawiają czoła przestępcom zagrażającym miastu, kontynuując dziedzictwo Batmana w walce ze złem.

## Obsada
- Helena Kyle/Huntress(inne języki) – Ashley Scott
- Barbara Gordon/Oracle – Dina Meyer
- Dinah Redmond – Rachel Skarsten
- Detektyw Jesse Reese – Shemar Moore
- Alfred Pennyworth – Ian Abercrombie
- Dr. Harleen Quinzel/Harley Quinn – Mia Sara